# 明克
明克是德国莱茵兰-普法尔茨州的一个市镇。总面积5.13平方公里，总人口253人，其中男性125人，女性128人（2011年12月31日），人口密度49人/平方公里。